# 泰奧斯卡·赫南德茲
泰奧斯卡·荷西·赫南德茲（西班牙語：Teoscar José Hernández，1992年10月15日—），為美國職棒大聯盟的外野手，目前效力於洛杉磯道奇。他先前曾效力過太空人、藍鳥與水手等隊。

## 職業生涯

### 休士頓太空人
2011年2月，赫南德茲以國際自由球員身份和太空人簽約。2012年，他先後在新人聯盟和1A球隊效力。2013年，他在1A繳出2成71的打擊率，外帶13轟與55分打點的成績。
2014年，赫南德茲升上高階1A，並在季中升上2A。這年他的打擊率為2成92，並敲出21轟與85分打點。
2015年，赫南德茲都待在2A。 球季結束後，他還代表多明尼加參加2015年世界棒球12強賽。
2016年季中，赫南德茲升上3A。他在3A只待了2個月就登上大聯盟。這年他出賽41場比賽，打擊率為2成30，並敲出4轟與11分打點。
2017年，赫南德茲先在3A等候，後來因為傑克·馬瑞斯尼克受傷而回到大聯盟。結果他也只出賽一場比賽就受傷。

### 多倫多藍鳥
2017年7月31日，太空人將赫南德茲和青木宣親交易到藍鳥，換來弗朗西斯科·利瑞安諾。赫南德茲先從3A出發，並在9月1日登上大聯盟。9月10日，他不僅敲出在藍鳥隊的首轟，同時也達成生涯首場單場雙響砲。該年他的打擊率為2成61，並敲出8轟與20分打點。
2018年4月中，在3A的赫南德茲因為賈許·唐納森受傷而登上大聯盟。6月25日，赫南德茲和隊友泰勒·克里帕德回到太空人主場收到2017年的冠軍戒指。儘管他整季的防守數據不怎麼好看，但他的打擊能力在隊上仍是數一數二。這季他的打擊率為2持39，並敲出22轟。他在前100場比賽還敲出51支長打。
2020年7月27日，赫南德茲頂替臨時受傷的波·比薛特上陣，結果還上演單場雙響砲。整季他的打擊率為2成89，並敲出16轟與34分打點。最後他在這年拿下銀棒獎，打擊率則排行美聯第四。

## 外部連結
- 球員資訊和成績在MLB ，ESPN ，Retrosheet ，Baseball Reference ，Baseball Reference (Minors) ，Fangraphs ，The Baseball Cube （英文）
- Teoscar Hernandez的X（前Twitter）
- Teoscar Hernandez的Instagram帳戶